# Ключ 156
Ключ 156 (трад. и упр. 走) — ключ Канси со значением «бежать, ходить, проходить мимо»; один из 20, состоящих из семи штрихов.
В словаре Канси есть 285 символов (из 49 030), которые можно найти c этим радикалом. Данный иероглиф может употребляться в письменной речи, как самостоятельное слово.

## История
Древняя идеограмма изображала человека, размахивающего руками, и след ноги.
В современном языке иероглиф означает: «ходить, двигаться, действовать, уходить, отбывать», «быстро идти, бежать», «пускать в ход, пользоваться» и др.
Иероглиф является сильным ключевым знаком.

Вид в Цзиньвэнь
Вид в Цзягувэнь
Вид в большой печати Чжуаньшу
Вид в малой печати Чжуаньшу

В словарях находится под номером 156.

## Примеры иероглифов
| Доп. штрихи | Иероглифы                              |
| ----------- | -------------------------------------- |
| 0           | 走 赱                                  |
| 2           | 赲 赴 赵                               |
| 3           | 赳 赶 起 赸                            |
| 4           | 赹 赺 赻 赼 赽 赾 赿                   |
| 5           | 趀 趁 趂 趃 趄 超 趆 趇 趈 趉 越 趋    |
| 6           | 趌 趍 趎 趏 趐 趑 趒 趓 趔             |
| 7           | 趕 趖 趗 趘 趙 趚                      |
| 8           | 趛 趜 趝 趞 趟 趠 趡 趢 趣 趤 趥 趦 趧 |
| 10          | 趨                                     |
| 12          | 趩 趪 趫 趬 趭                         |
| 13          | 趮                                     |
| 14          | 趯 趰                                  |
| 16          | 趱                                     |
| 19          | 趲                                     |

- Примечание: Ваш браузер может отображать иероглифы неправильно.